# شعر مرگ

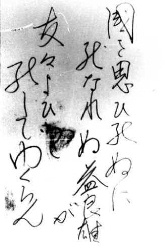
شعر مرگ کوروکی هیروشی، دریانورد ژاپنی که در ۷ سپتامبر ۱۹۴۴ در یک حادثه اژدر خودکشی در کایتن درگذشت، در آن آمده‌است: «این مرد شجاع، چنان پر از عشق به کشورش است که مردن را دشوار می‌یابد، او دوستانش را صدا می‌زند و در شرف مرگ است»

شعر مرگ سبکی از شعر است که که در سنت‌های ادبی فرهنگ‌های شرق آسیا - به خصوص در ژاپن و همچنین دوره‌های خاصی از تاریخ چین و پادشاهی چوسون در کره رواج داشته‌است. منشأ نوشتن شعر مرگ از ذن بودیسم است.